# Saint-Julien-sur-Veyle
Saint-Julien-sur-Veyle är en kommun i departementet Ain i regionen Auvergne-Rhône-Alpes i östra Frankrike. Kommunen ligger  i kantonen Châtillon-sur-Chalaronne som ligger i arrondissementet Bourg-en-Bresse. Kommunens areal är 9,84 km². År 2022 hade Saint-Julien-sur-Veyle 853 invånare.

## Befolkningsutveckling
Antalet invånare i kommunen Saint-Julien-sur-Veyle
Referens: INSEE